# Det gamle vandtårn (Struer)
 For alternative betydninger, se Det gamle vandtårn. (Se også artikler, som begynder med Det gamle vandtårn)
Det gamle vandtårn er et vandtårn beliggende i Tårngade i Struer. Tårnet blev opført i 1908 med oprettelsen af byens vandværk og blev i 1951 forhøjet til de nuværende 41,5 meter. I den forbindelse blev vindfløjen også skiftet ud, således at der nu står 1951 på den. Det blev desuden renoveret i 2000. Vandtårnet har kapacitet til 400 kubikmeter vand.
I 1966 blev det suppleret af et nyere vandtårn med kapacitet til 700 m3 vand.
Arkitekt Alf Jørgensen og ingeniør Georg Jochumsen, som står bag tårnets opførelse, har udover dette også lavet andre vandtårne, hvoraf Nysted Vandtårn stadig er at finde.